# Palazzo Ferrania
Il Palazzo Ferrania è un edificio storico di Milano situato in corso Giacomo Matteotti al civico 12.

## Storia
Il palazzo venne eretto tra il 1936 e il 1942 secondo il progetto dell'architetto Gio Ponti.

## Descrizione
L'edificio occupa un lotto d'angolo tra corso Giacomo Matteotti e via San Pietro all'Orto. 
Il palazzo presenta uno stile razionalista. Le facciate, rivestite in marmo di Musso levigato, sono articolate in tre fasce. La prima è costituita dal pian terreno, destinato a ospitare attività commerciali, e dal sovrastante mezzanino, preceduti da un ampio portico a doppia altezza sulla facciata su via San Pietro all'Orto. La seconda comprende quindi i tre livelli sovrastanti alla prima, mentre l'ultima è rappresentata dall'ultimo livello, arretrato rispetto alla facciata (sormontato da una più recente aggiunta). Le aperture presentano serramenti metallici.
La progettazione degli interni pone particolare attenzione alla funzionalità, modularità e versatilità degli spazi.